# Hemerobius phaleratus
Hemerobius phaleratus is een insect uit de familie van de bruine gaasvliegen (Hemerobiidae), die tot de orde netvleugeligen (Neuroptera) behoort. 
Hemerobius phaleratus is voor het eerst wetenschappelijk beschreven door Schneider in 1847.